# Nikki (Klan)

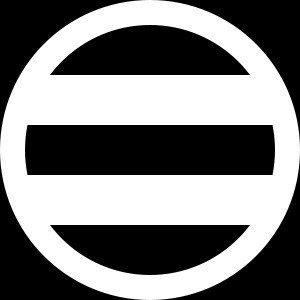
Wappen der Nikki

Die Nikki (japanisch 仁木氏, auch Nitsuki gelesen) waren eine Familie des japanischen Schwertadels (Buke). Die Vorfahren leiteten sich über Minamoto no Yoshikiyo († 1183) von den Seiwa Genji ab.

## Genealogie (Auswahl)
- Sanekuni (實國), Enkel von Yoshikiyo, war der Erste, der den Namen Nikki führte. Es war der Name des Ortes in der Provinz Mikawa, in dem er seine Residenz errichtete.
- Yoriaki (頼章; 1299–1359), Nachkomme des Sanekuni, diente Ashikaga Takauji und kämpfte für den Nordhof[2]. Er wurde Suō no Kami (周防上), Iga no Kami (伊賀上) und Minister (執事, Shitsuji) des Shōgun.
- Yoshinaga (義長; † 1367), Yoriakis Bruder, zeichnete sich durch Tapferkeit in den Feldzügen gegen den Südhof[2] aus. Als seine Mitstreiter wegen seiner Erfolge aus Eifersucht ihn beseitigen wollten, zog er sich aus dem Dienst für die Ashikaga zurück und verstärkte seine Burg Nagano[3] in der Provinz Ise, wo man ihn vergeblich belagerte. Später kehrte er zu Ashikaga Yoshiakira zurück, verlor dann sein Leben in den Kämpfen gegen Kitabatake Akiyoshi (北畠 顕能; † 1383).

In der Edo-Zeit war die Mutter von Nikki Morioki (仁木 守興) Amme des Shōgun Tokugawa Tsunayoshi. Auf diese Beziehung ist es wohl zurückzuführen, dass 1699 die Nikki ein auf 2000 Koku erhöhtes Einkommen erhielten. Nikki Moritoyo (仁木守豊) gab davon 500 Koku an seinen jüngeren Bruder Morinobu (守信) ab.　
Der Sakakibara-Klan leitet sich von einer Familie mit demselben Namen ab.